# Tobias Arwidson
Skinnar Per Tobias Arwidson (Malung-Sälen, 7 giugno 1988) è un biatleta svedese.

## Biografia
Tobias Arwidson, originario di Lima di Malung-Sälen, figlio di Lars-Göran (a sua volta biatleta) e attivo dalla stagione 2005-2006, in Coppa del Mondo ha esordito il 21 gennaio 2010 ad Anterselva (70°) e ha ottenuto il primo podio il 5 gennaio 2012 a Oberhof (3°).
In carriera ha preso parte a un'edizione dei Giochi olimpici invernali, Soči 2014 (42° nella sprint, 41° nell'individuale, 28° nell'inseguimento, 10° nella staffetta), e a tre dei Campionati mondiali (11° nella staffetta a Nové Město na Moravě 2013 il miglior piazzamento).

## Palmarès

### Coppa del Mondo
- Miglior piazzamento in classifica generale: 58º nel 2014
- 2 podi (entrambi a squadre):
  - 1 secondo posto
  - 1 terzo posto